# The Unwritten Code (film 1919)
The Unwritten Code è un film muto del 1919 diretto da Bernard J. Durning che aveva come suo assistente William A. Wellman, che sarebbe poi diventato un famoso regista di Hollywood. Prodotto dalla Edison Company poco prima che la casa di produzione chiudesse, il film aveva come interpreti Shirley Mason (nota attrice e moglie del regista), Ormi Hawley, Matt Moore, Frank O'Connor, T. Tamamoto. Le scenografie erano firmate da Cedric Gibbons, qui al suo primo lungometraggio.

## Trama
Kimura, un giapponese ubriacone e giocatore d'azzardo, non dimostra alcun affetto per la figlia Kiku-San. Lei è innamorata di Dick Tower, uno studente americano amico di suo fratello Okuma, ma il padre, che ha contratto un grosso debito con Suzuki, il proprietario di una casa di geishe, non sapendo come pagarlo, accetta di dargli la figlia come pagamento. Dick e l'amico Thompson salvano la ragazza, battendosi contro Suzuki e i suoi scagnozzi; poi lui la porta a casa sua ma la situazione che si viene a creare compromette l'onore di Kiku-San e i due, allora, si sposano. Dapprima il matrimonio si rivela felice. Ma gli amici bianchi dell'American Club cercano di dividere i due sposi. Perfino Thompson incoraggia Dick a divorziare. Quando il giovane incontra Margaret, una ricca vedova americana, si stanca dell'ostracismo dei suoi e i suoi rapporti con la moglie si raffreddano. Lei, addolorata, rifiuta di partire con lui quando il fratello minaccia di uccidere Dick se lei se ne andrà via. Dick, ignorando il sacrificio di Kiku, parte alla volta degli Stati Uniti con Margaret, felice perché crede che la moglie lo abbia lasciato libero, mentre la povera sposa resta sola tra gli alberi dei ciliegi in fiore.

## Produzione
Il film fu prodotto dalla Edison Company. Venne girato a inizio 1918 negli studi del Bronx della Edison per essere distribuito dalla Perfection. Mentre era in produzione, si usarono diversi titoli di lavorazione: Aliens , Weavers of Dreams , The Heart of Kiku-San e The Wall Invisible. Il film fu una delle ultime produzione della Edison e non venne distribuito fino al 1919, non più dalla Perfection, ma dalla World.

## Distribuzione
Distribuito dalla World Film, uscì nelle sale statunitensi il 19 maggio 1919.
Non si conoscono copie ancora esistenti della pellicola che viene considerata presumibilmente perduta.